# Norwegischer Fußballpokal der Männer 2004
Der norwegische Fußballpokal 2004 (kurz auch NM-Cup 2004 genannt) war die 99. Austragung des Fußballpokalwettbewerbs der Männer. Pokalsieger wurde Brann Bergen. Das Team setzte sich im Finale mit 4:1 gegen Lyn Oslo durch. Der Pokalsieger erhielt das Startrecht im UEFA-Pokal 2005/06.
Alle Begegnungen wurden in einem Spiel entschieden. Bei einem Unentschieden nach Verlängerung wurde der Sieger im Elfmeterschießen ermittelt.

## 1. Runde
| Datum      |                        | Ergebnis                |                       |
| ---------- | ---------------------- | ----------------------- | --------------------- |
| 05.05.2004 | Kvik Halden FK         | 4:0                     | Groruddalen BK        |
|            | Østsiden IL            | 0:0 n. V. (4:2 i. E.)   | SK Sprint-Jeløy       |
|            | Sarpsborg FK           | 3:1                     | FK Oslo Øst           |
|            | Selbak TIF             | 0:2                     | FK Ørn-Horten         |
|            | Kolbotn IL             | 1:2                     | Kongsvinger IL        |
|            | Årvoll IL              | 0:1                     | Ullensaker/Kisa IL    |
|            | Kjelsås IL             | 0:4                     | Bærum SK              |
|            | Asker Fotball          | 2:3                     | FK Sparta Sarpsborg   |
|            | Lørenskog IF           | 2:1 n. V.               | St. Hanshaugen IF     |
|            | Skjetten SK            | 9:0                     | Grue IL               |
|            | Eidsvold Turn          | 3:1                     | Strømmen IF           |
|            | Lillehammer FK         | 1:1 n. V. (11:10 i. E.) | Follo Fotball         |
|            | Ringsaker IF           | 1:3                     | Nybergsund IL         |
|            | Elverum Fotball        | 1:2                     | Mercantile SFK        |
|            | FK Gjøvik Lyn          | 2:4                     | Brumunddal Fotball    |
|            | Vardal IF              | 0:5                     | Sogndal IL            |
|            | Notodden FK            | 1:5                     | Raufoss IL            |
|            | Mjøndalen IF           | 1:2                     | Strømsgodset IF       |
|            | Åssiden IF             | 1:6                     | Odd Grenland          |
|            | Eik IF Tønsberg        | 0:1                     | Frigg Oslo FK         |
|            | Larvik Fotball         | 1:0                     | SBK Drafn             |
|            | Borre IF               | 1:9                     | Moss FK               |
|            | Tollnes BK             | 4:3                     | Drøbak/Frogn IL       |
|            | Langesund/Stathelle FK | 0:7                     | Lillestrøm SK         |
|            | Herkules IF            | 1:2                     | FK Tønsberg           |
|            | IL Skarphedin          | 1:0                     | FK Donn               |
|            | FK Arendal             | 0:3                     | Sandefjord Fotball    |
|            | Vindbjart FK           | 0:6                     | Pors Grenland         |
|            | Egersunds IK           | 0:2                     | Stabæk Fotball        |
|            | Sandnes Ulf            | 3:1                     | Klepp IL              |
|            | Sola FK                | 0:1                     | Bryne FK              |
|            | Frøyland IL            | 0:7                     | Start Kristiansand    |
|            | FK Vidar               | 0:2                     | Ålgård FK             |
|            | Torvastad IL           | 1:0                     | Åsane Fotball         |
|            | Åkra IL                | 0:9                     | Brann Bergen          |
|            | Norheimsund IL         | 1:0                     | Fyllingen Fotball     |
|            | IL Solid               | 0:3                     | FK Haugesund          |
|            | Arna-Bjørnar           | 0:5                     | Viking Stavanger      |
|            | Løv-Ham Fotball        | 6:4 n. V.               | Radøy/Manger FK       |
|            | IL Varegg              | 1:3 n. V.               | TIL Hovding           |
|            | Fana IL                | 7:3                     | Jotun Årdalstangen FK |
|            | Askøy FK               | 2:3                     | SK Vard Haugesund     |
|            | Fjøra FK               | 0:3                     | Hønefoss BK           |
|            | Stryn TIL              | 0:1                     | Ham-Kam               |
|            | Spjelkjavik IL         | 0:9                     | IL Hødd               |
|            | Volda TI               | 4:1                     | Kolstad IL            |
|            | SK Træff               | 0:2                     | Skeid Oslo            |
|            | Orkla FK               | 3:4                     | Strindheim IL         |
|            | Melhus IL              | 1:6                     | Aalesunds FK          |
|            | Flå IL                 | 0:4                     | Molde FK              |
|            | Byåsen Toppfotball     | 5:2                     | Steinkjer FK          |
|            | Nidelv IL              | 1:5                     | Mo IL                 |
|            | Levanger FK            | 3:0                     | Verdal IL             |
|            | Rissa IL               | 00:15                   | Rosenborg Trondheim   |
|            | Rørvik IL              | 0:8                     | FK Bodø/Glimt         |
|            | Harstad IL             | 4:2                     | Narvik FK             |
|            | FK Lofoten             | 4:3 n. V.               | FK Vesterålen         |
|            | Salangen IF            | 1:7                     | Lyn Oslo              |
|            | IF Skarp               | 4:4 n. V. (6:5 i. E.)   | Alta IF               |
|            | FK Senja               | 00:10                   | Tromsdalen UIL        |
|            | Bossekop UL            | 0:8                     | Tromsø IL             |
| 06.05.2004 | Bøler IF               | 2:4                     | Fredrikstad FK        |
|            | Os TF                  | 2:3                     | Vålerenga Oslo        |
|            | Eiger IL               | 0:7                     | FK Mandalskameratene  |

## 2. Runde
| Datum      |                      | Ergebnis              |                     |
| ---------- | -------------------- | --------------------- | ------------------- |
| 26.05.2004 | Brumunddal Fotball   | 2:7                   | Ham-Kam             |
|            | Eidsvold Turn        | 1:3                   | Sogndal IL          |
|            | Harstad IL           | 0:7                   | FK Bodø/Glimt       |
|            | Levanger FK          | 2:7                   | Rosenborg Trondheim |
|            | Lillehammer FK       | 0:8                   | Lillestrøm SK       |
|            | Norheimsund IL       | 0:5                   | Brann Bergen        |
|            | Sarpsborg FK         | 2:8                   | Fredrikstad FK      |
|            | IF Skarp             | 0:6                   | Tromsø IL           |
|            | IL Skarphedin        | 0:2                   | Odd Grenland        |
|            | Torvastad IL         | 0:7                   | Viking Stavanger    |
|            | Ullensaker/Kisa IL   | 2:3                   | Stabæk Fotball      |
|            | Østsiden IL          | 1:2                   | Lyn Oslo            |
|            | Bryne FK             | 4:0                   | Løv-Ham Fotball     |
|            | Frigg Oslo FK        | 2:0                   | Skjetten SK         |
|            | IL Hødd              | 5:3 n. V.             | Byåsen Toppfotball  |
|            | Hønefoss BK          | 5:0                   | Lørenskog IF        |
|            | FK Mandalskameratene | 5:0                   | Larvik Fotball      |
|            | Mercantile SFK       | 2:3                   | Moss FK             |
|            | Mo IL                | 2:0                   | Strømsgodset IF     |
|            | Nybergsund IL        | 1:3                   | Kongsvinger IL      |
|            | Pors Grenland        | 0:0 n. V. (4:5 i. E.) | Kvik Halden FK      |
|            | Raufoss IL           | 3:4                   | Bærum SK            |
|            | Skeid Oslo           | 3:1                   | FK Tønsberg         |
|            | Start Kristiansand   | 6:0                   | Tollnes BK          |
|            | Strindheim IL        | 5:2                   | Fana IL             |
|            | SK Vard Haugesund    | 2:1 n. V.             | Sandnes Ulf         |
|            | FK Ørn-Horten        | 2:4                   | Sandefjord Fotball  |
|            | Aalesunds FK         | 5:1                   | TIL Hovding         |
|            | Ålgård FK            | 1:2                   | FK Haugesund        |
| 27.04.2004 | Volda TI             | 0:5                   | Molde FK            |
|            | Tromsdalen UIL       | 0:1                   | FK Lofoten          |
| 28.04.2004 | FK Sparta Sarpsborg  | 0:2                   | Vålerenga Oslo      |

## 3. Runde
| Datum      |                    | Ergebnis              |                      |
| ---------- | ------------------ | --------------------- | -------------------- |
| 03.06.2004 | Strindheim IL      | 1:6                   | Rosenborg Trondheim  |
|            | FK Lofoten         | 0:7                   | FK Bodø/Glimt        |
| 09.06.2004 | Moss FK            | 1:1 n. V. (5:3 i. E.) | Fredrikstad FK       |
|            | Lyn Oslo           | 3:2                   | Frigg Oslo FK        |
|            | Bærum SK           | 3:2                   | Vålerenga Oslo       |
|            | Kongsvinger IL     | 2:2 n. V. (3:0 i. E.) | Aalesunds FK         |
|            | Ham-Kam            | 4:3                   | Skeid Oslo           |
|            | Sandefjord Fotball | 1:1 n. V. (5:4 i. E.) | Start Kristiansand   |
|            | Viking Stavanger   | 1:2                   | Bryne FK             |
|            | FK Haugesund       | 5:3                   | Odd Grenland         |
|            | Brann Bergen       | 6:0                   | IL Hødd              |
|            | Sogndal IL         | 1:2                   | FK Mandalskameratene |
|            | Molde FK           | 1:2 n. V.             | SK Vard Haugesund    |
|            | Mo IL              | 0:2                   | Tromsø IL            |
| 10.06.2004 | Kvik Halden FK     | 1:4                   | Stabæk Fotball       |
|            | Lillestrøm SK      | 2:0                   | Hønefoss BK          |

## 4. Runde
| Datum      |                      | Ergebnis              |                     |
| ---------- | -------------------- | --------------------- | ------------------- |
| 23.06.2004 | Kongsvinger IL       | 0:3                   | Sandefjord Fotball  |
|            | FK Mandalskameratene | 0:2                   | Ham-Kam             |
|            | Bryne FK             | 2:1                   | Bærum SK            |
|            | Tromsø IL            | 1:1 n. V. (3:5 i. E.) | Lillestrøm SK       |
|            | FK Haugesund         | 1:2                   | Rosenborg Trondheim |
|            | Stabæk Fotball       | 3:1                   | Moss FK             |
| 24.06.2004 | FK Bodø/Glimt        | 3:3 n. V. (5:6 i. E.) | Brann Bergen        |
|            | SK Vard Haugesund    | 0:5                   | Lyn Oslo            |

## Viertelfinale
| Datum      |                    | Ergebnis |                     |
| ---------- | ------------------ | -------- | ------------------- |
| 14.08.2004 | Lyn Oslo           | 3:1      | Ham-Kam             |
|            | Lillestrøm SK      | 3:2      | Rosenborg Trondheim |
| 15.08.2004 | Sandefjord Fotball | 3:4      | Stabæk Fotball      |
|            | Brann Bergen       | 3:2      | Bryne FK            |

## Halbfinale
| Datum      |                | Ergebnis  |               |
| ---------- | -------------- | --------- | ------------- |
| 22.09.2004 | Stabæk Fotball | 1:3 n. V. | Brann Bergen  |
| 23.09.2004 | Lyn Oslo       | 1:0       | Lillestrøm SK |

## Finale
| Brann Bergen                                | Brann Bergen | Lyn Oslo | Lyn Oslo |
| ------------------------------------------- | --- | --- | -------- |
| Brann Bergen                                | \| Finale \| \| 7. November 2004 in Oslo (Ullevaal-Stadion) \| \| Ergebnis: 4:1 (4:1) \| \| Zuschauer: 24.458 \| \| Schiedsrichter: Espen Berntsen \| \| Spielbericht \|                                                                                                 | \| Finale \| \| 7. November 2004 in Oslo (Ullevaal-Stadion) \| \| Ergebnis: 4:1 (4:1) \| \| Zuschauer: 24.458 \| \| Schiedsrichter: Espen Berntsen \| \| Spielbericht \| | Lyn Oslo |
| Brann Bergen                                | Håkon Opdal – Jan Tore Ophaug, Olafur Ørn Bjarnason, Ragnvald Soma, Erlend Hanstveit – Martin Knudsen (78. Tom Sanne), Paul Scharner, Helge Haugen, Raymond Kvisvik (86. Arve Walde) – Bengt Sæternes, Robbie Winters (85. Charlie Miller) Cheftrainer: Mons Ivar Mjelde | Ali Al-Habsi – Kristian Flittie Onstad (70. Ole Bjørn Sundgot), Tommy Berntsen, Steven Lustü, Yngvar Håkonsen – Lars Kristian Eriksen (45. Christoffer Dahl), Tomasz Sokolowski, Øyvind Leonhardsen , Mounir Hamoud (60. Cha Ji-ho) – Peter Markstedt, Jan Derek Sørensen Cheftrainer: Epsen Olafsen | Lyn Oslo |
| Brann Bergen                                | 1:0 Bengt Sæternes (4.) 2:0 Robbie Winters (8.) 3:1 Bengt Sæternes (13.) 4:1 Bengt Sæternes (34.) | 2:1 Peter Markstedt (11.) | Lyn Oslo |
| Brann Bergen                                | Ragnvald Soma (29.), Charlie Miller (90) | Yngvar Håkonsen (90.) | Lyn Oslo |
| Finale                                      | | |          |
| 7. November 2004 in Oslo (Ullevaal-Stadion) | | |          |
| Ergebnis: 4:1 (4:1)                         | | |          |
| Zuschauer: 24.458                           | | |          |
| Schiedsrichter: Espen Berntsen              | | |          |
| Spielbericht                                | | |          |